# Dédalo (R-01)
El Dédalo (R-01) fue un portaaviones ligero de la clase Independence originalmente botado como USS Cabot (CVL-28) para la Armada de los Estados Unidos y que prestó servicio para ese país entre 1943 y 1955. Entre 1955 y 1967 estuvo en reserva hasta que fue cedido por EE. UU. a la Armada Española en 1967, que lo convirtió en su buque insignia hasta que fue dado de baja en 1989 cuando entró plenamente en servicio el nuevo portaviones español Príncipe de Asturias (R-11). Después fue devuelto a EE. UU. donde hubo intentos para convertirlo en buque museo que no fructificaron y fue desguazado en 2002.

## Historial en Estados Unidos

### Segunda Guerra Mundial (1943-1945)

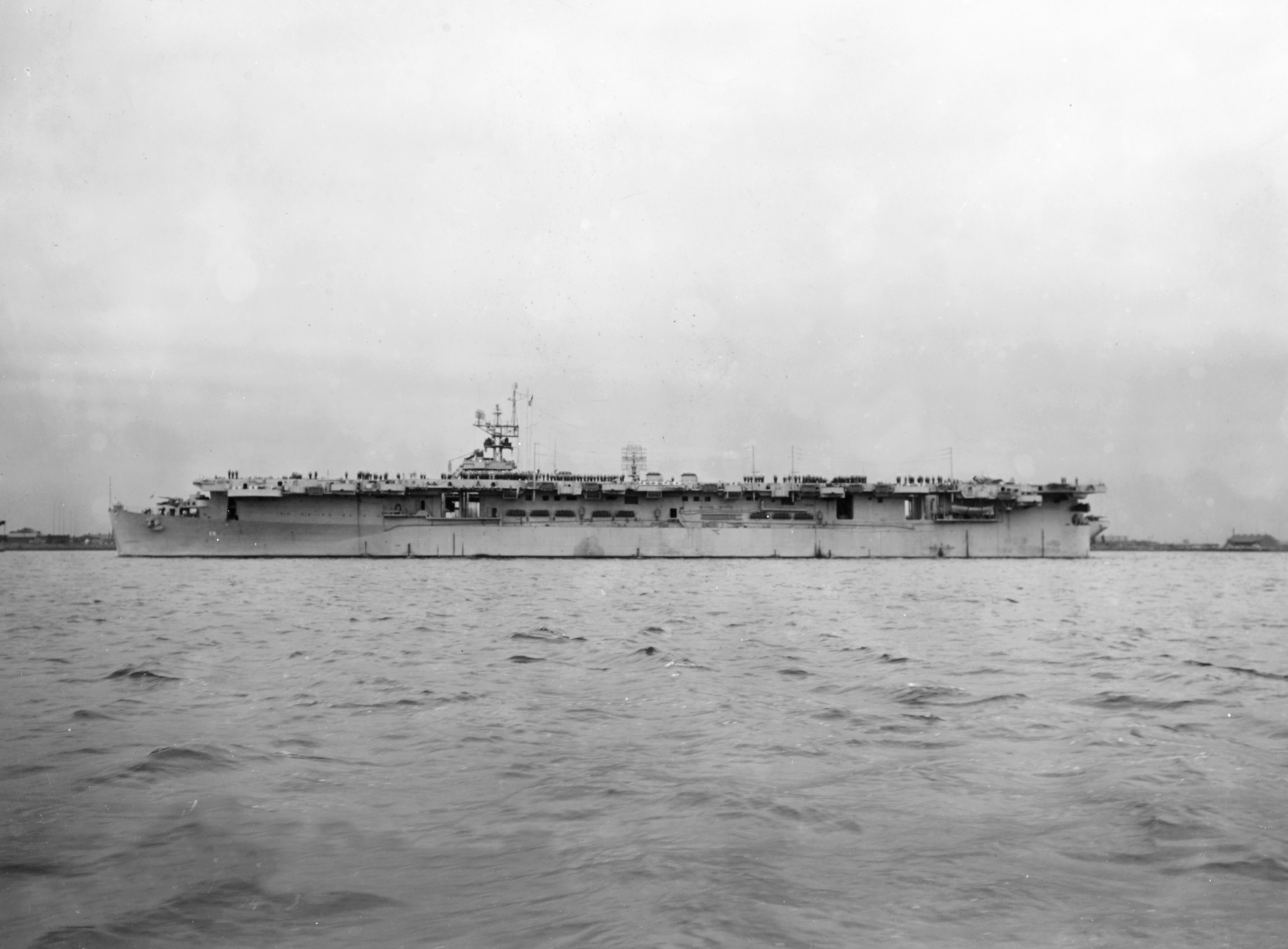
El USS Cabot en agosto de 1943.

El USS Cabot zarpó de la Estación Aérea Naval de Quonset Point (Rhode Island) con el Grupo Aéreo 31 a bordo, el 8 de noviembre de 1943 hacia Pearl Harbor, donde llegó el 2 de diciembre. Zarpó para Majuro (Islas Marshall) el 15 de enero de 1944, uniéndose a la Task Force 58 para comenzar el servicio de guerra de alta calidad constante que le valdría una Mención de Unidad Presidencial. Del 4 de febrero al 4 de marzo de 1944, lanzó sus aviones en ataques contra Roi, Namur y el bastión insular de Truk, ayudando en la neutralización de estas bases japonesas como su parte en la invasión de islas Marshall.
El USS Cabot regresó a Pearl Harbor para un breve período de reparación, pero volvió a la acción desde Majuro para las fuertes incursiones en Palaos, Yap, Ulithi y Woleai a finales de marzo de 1944. Navegó para proporcionar una valiosa cobertura aérea para Hollandia (actualmente conocido como Jayapura) operación del 22 al 25 de abril, y 4 días después comenzó a lanzar su poder aéreo en Truk, Satawan y Ponape. Volvió a despejar Majuro el 6 de junio para los ataques aéreos previos a la invasión en las Islas Marianas, y el 19 y 20 de junio lanzó incursiones en la batalla del mar de Filipinas, el famoso "tiro al pavo de las Marianas", que paralizó irremediablemente a la aviación naval japonesa. El grupo aéreo 31 del Cabot atacó las bases japonesas en Iwo Jima, Pagan, isla Rota, Guam, Yap y Ulithi mientras el portaaviones continuaba su apoyo a la operación Marianas hasta el 9 de agosto.
Los ataques previos a la invasión de Palaos en septiembre de 1944 junto con los ataques aéreos en Mindanao, Visayas y Luzón allanaron el camino para el tan esperado regreso a Filipinas. El 6 de octubre, el Grupo Aéreo 29 relevó al Grupo Aéreo 31, y el Cabot zarpó de Ulithi para incursiones en Okinawa para brindar cobertura aérea a su grupo de trabajo durante los fuertes ataques enemigos frente a Formosa el 12 y 13 de octubre. El USS Cabot se unió al grupo que proyectó "Lisiado División 1", con el USS Canberra (CA-70) y el USS Houston (CL-81), que habían sido torpedeados frente a Formosa, a la seguridad de las Carolinas, luego se reincorporó a su grupo para continuar los ataques aéreos en las Visayas y la batalla del Golfo de Leyte el 25 y 26 de octubre.

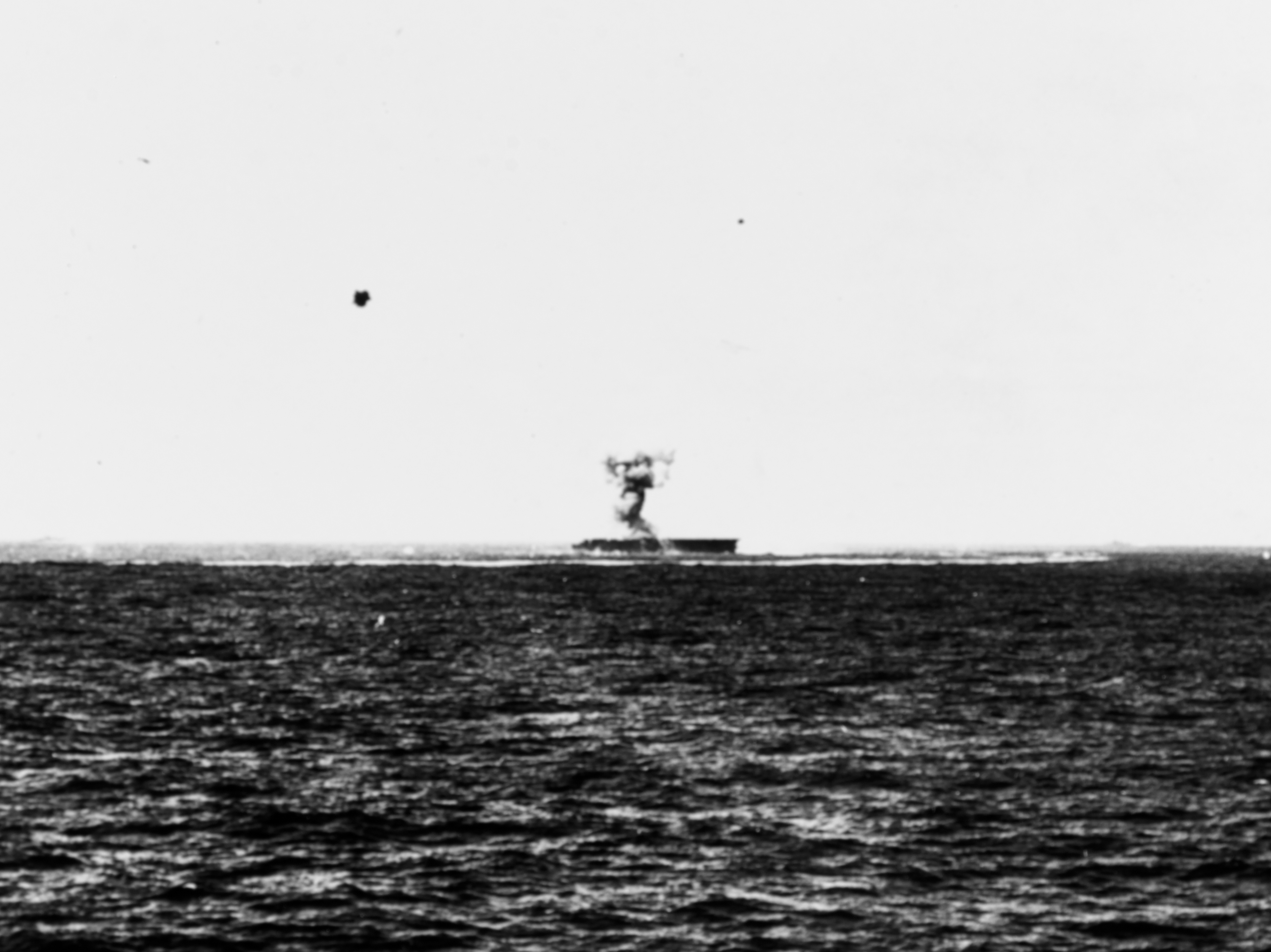
El USS Cabot siendo golpeado por un kamikaze en noviembre de 1944.

El Cabot permaneció patrullando frente a Luzón, realizando ataques en apoyo de las operaciones en tierra y repeliendo ataques desesperados de kamikazes. El 25 de noviembre, ocurrió uno particularmente feroz. El Cabot había estado luchando contra varios kamikazes cuando uno, que ya estaba en llamas por los impactos, se estrelló contra la cubierta de vuelo en el lado de babor, destruyendo la plataforma del cañón de 20 mm que aún disparaba, inutilizando las monturas de 40 mm y un director de tiro; otra de las víctimas del Cabot se estrelló a bordo y roció el costado de babor con metralla y escombros en llamas. 62 hombres murieron o resultaron heridos, pero un entrenamiento cuidadoso había producido una tripulación que manejó el control de daños sin problemas y con frialdad. Si bien continuó manteniendo su posición en la formación y operando de manera efectiva, se realizaron reparaciones temporales. El 28 de noviembre llegó a Ulithi para reparaciones permanentes.

El USS Cabot en julio de 1945.

El Cabot volvió a la acción el 11 de diciembre de 1944, navegando con la fuerza atacando Luzón, Formosa, Indochina, Hong Kong e islas Ryūkyū en apoyo de las operaciones de Luzón durante la incursión en el Mar de China Meridional. Del 10 de febrero al 1 de marzo de 1945, sus aviones bombardearon territorio japonés y Bonins para reprimir la oposición a la invasión de Iwo Jima. Los continuos ataques contra Kyūshū y Okinawa en marzo prepararon la invasión de esta última isla. Después de estas operaciones intensivas y prolongadas, el Cabot se dirigió a su base en San Francisco para una revisión muy necesaria que se completó en junio.
Después de un entrenamiento de actualización en Pearl Harbor con Air Group 32 a bordo, el portaaviones lanzó ataques en isla Wake el 1 de agosto mientras se dirigía a Eniwetok. Aquí permaneció en servicio de entrenamiento hasta el final de la guerra. Navegando el 21 de agosto, se unió al TG 38.3 para apoyar los desembarcos de las tropas de ocupación en el área del Mar Amarillo en septiembre y octubre. Embarcando a los hombres con destino a casa en Guam, el Cabot llegó a San Diego el 9 de noviembre y luego navegó hacia la costa este. El Cabot fue puesto fuera de servicio y en reserva en Filadelfia el 11 de febrero de 1947.

### Posguerra (1946-1967)

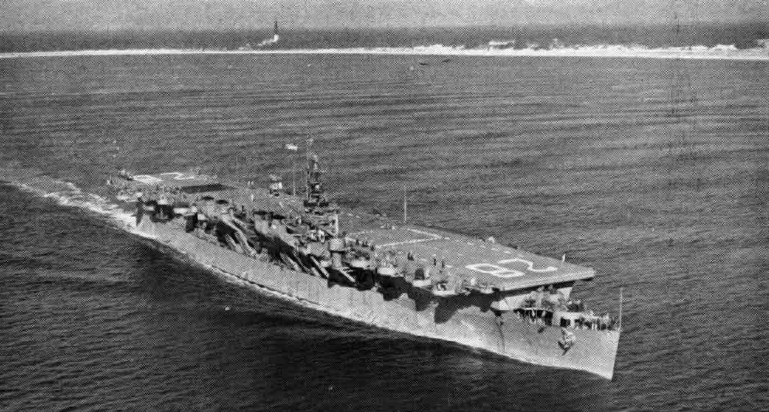
USS Cabot como portaaviones de entrenamiento en 1949.

Recomisionado el 27 de octubre de 1948, el USS Cabot fue asignado al programa de entrenamiento de la Reserva Aérea Naval. Operó fuera de Pensacola como un portaaviones de entrenamiento que calificaba a los pilotos de portaaviones antes de ser relevado en esa misión por el USS Monterey (CVL-26) en 1951. Más tarde, fue reasignado a Quonset Point, en cruceros al Caribe, y tuvo un período de servicio en Aguas europeas del 9 de enero al 26 de marzo de 1952. El Cabot fue nuevamente puesto fuera de servicio en la flota de reserva en el astillero Naval de Filadelfia el 21 de enero de 1955. Fue reclasificado como AVT-3 el 15 de mayo de 1959. 
En 1967, tras más de doce años almacenado en la flota de reserva, el Cabot fue cedido a España y fue renombrado como Dédalo.

## Historial en España

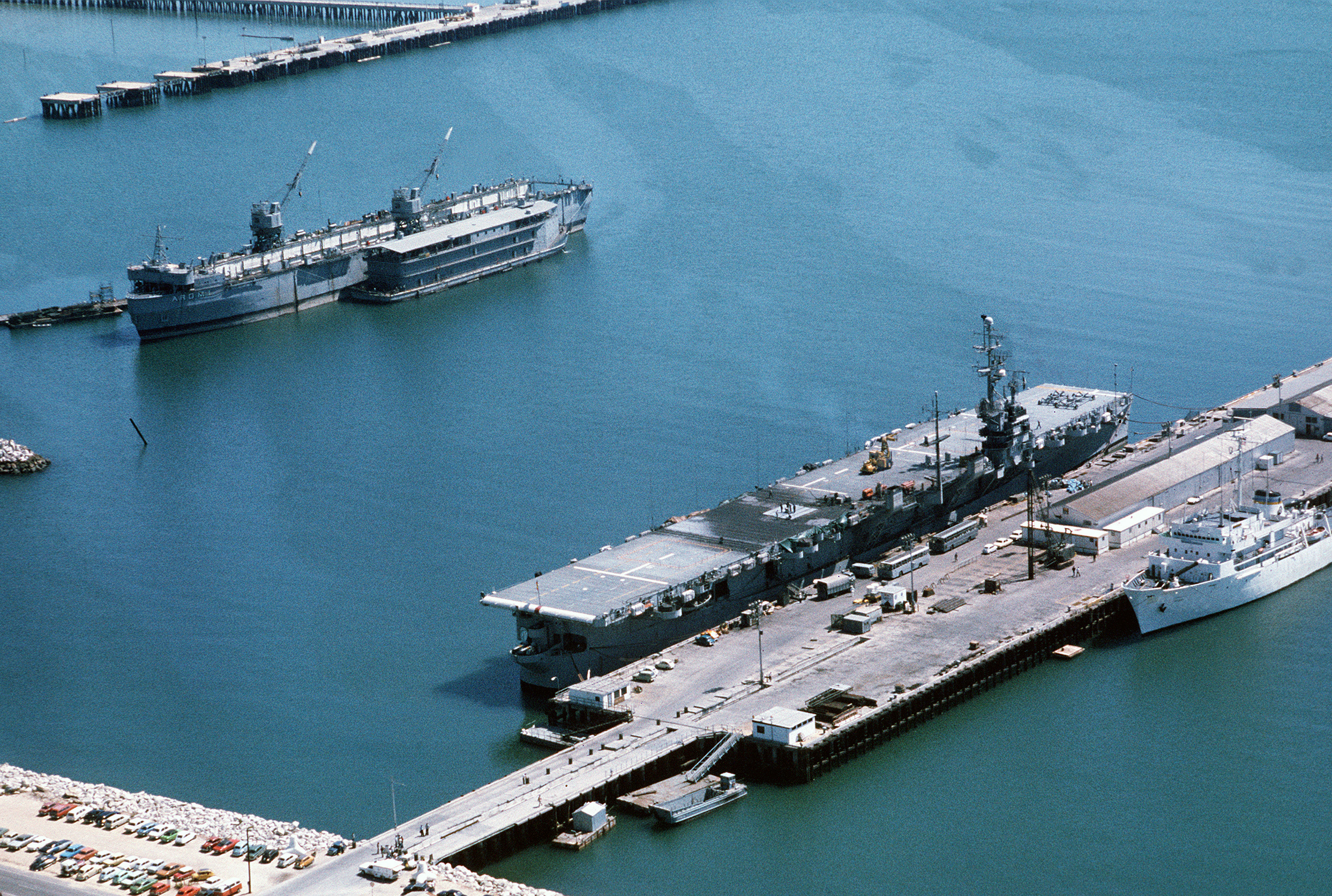
El Dédalo amarrado en un muelle de la Base Naval de Rota en 1976.

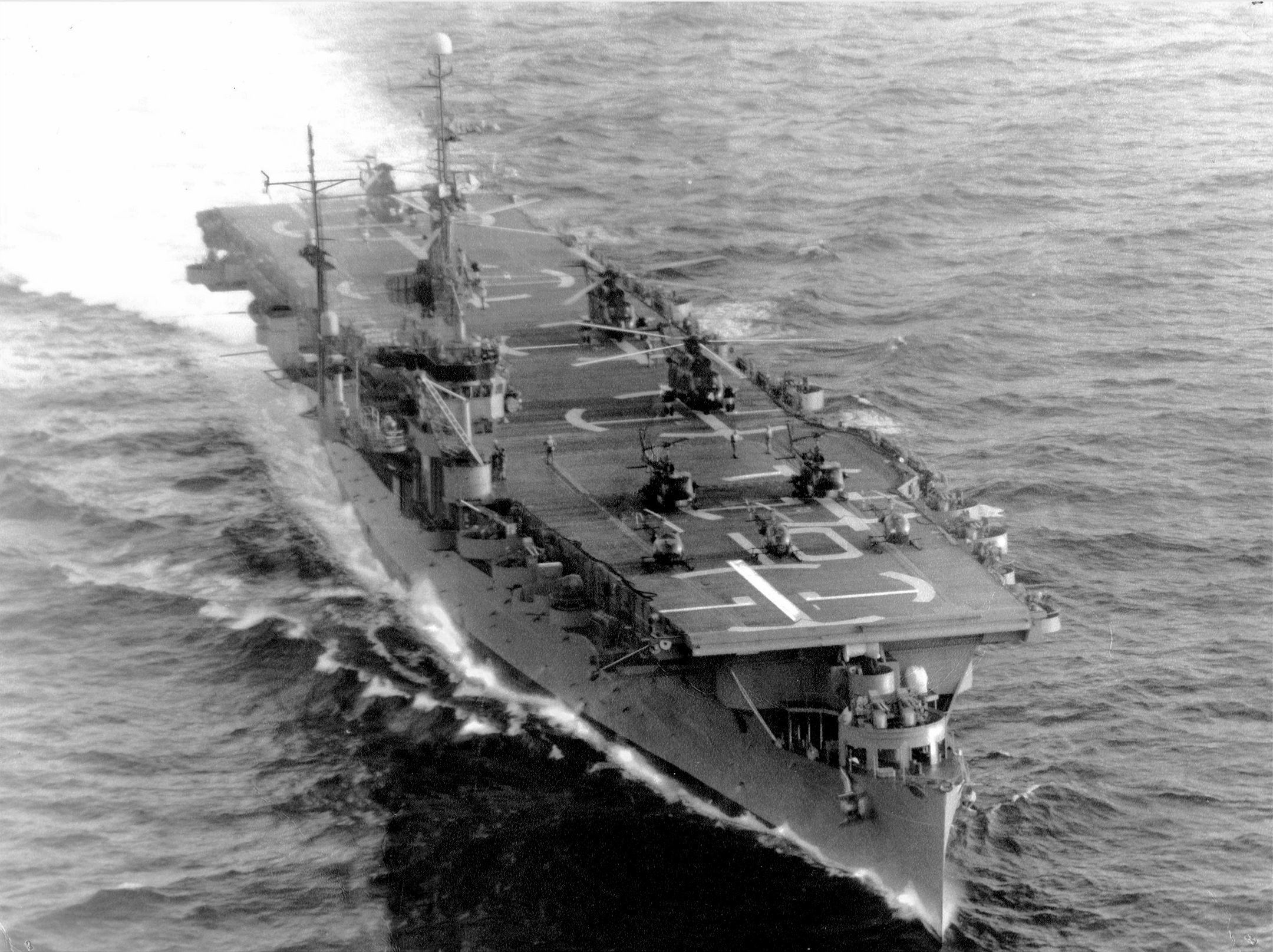
El Dédalo sirviendo como portahelicópteros en la Armada Española en 1968.

En 1953 el gobierno español firmó unos acuerdos militares con Estados Unidos, que se refrendarían en los años siguientes. La Armada Española estudió varias opciones para incorporar un portahelicópteros/portaaviones de origen estadounidense; en concreto se estudió pedir la entrega de un portaaviones de escolta de la clase Casablanca (el USS Thetis Bay) o un portaaviones de la clase Essex (el USS Lake Champlain) o un portaaviones ligero de la clase Independence (el USS Cabot o el USS San Jacinto). Finalmente el elegido fue el USS Cabot, que fue entregado a la Armada el 30 de agosto de 1967. Bajo el mando del capitán de navío Francisco Javier de Elizalde y Laínez, acompañado del alférez de navío Luis Lozano Lozano, el Dédalo arribó a España el 20 de diciembre de 1967, tras cruzar el Atlántico, desde Filadelfia hasta Rota, en tan solo siete días. El buque fue cedido a España por cinco años, aunque acabó siendo comprado en el año 1973.
En octubre de 1969, participó en las maniobras hispano-francesas Faron IV en aguas cercanas a Barcelona, con la presencia del entonces príncipe Juan Carlos de Borbón y Borbón a bordo del Dédalo (R-01).

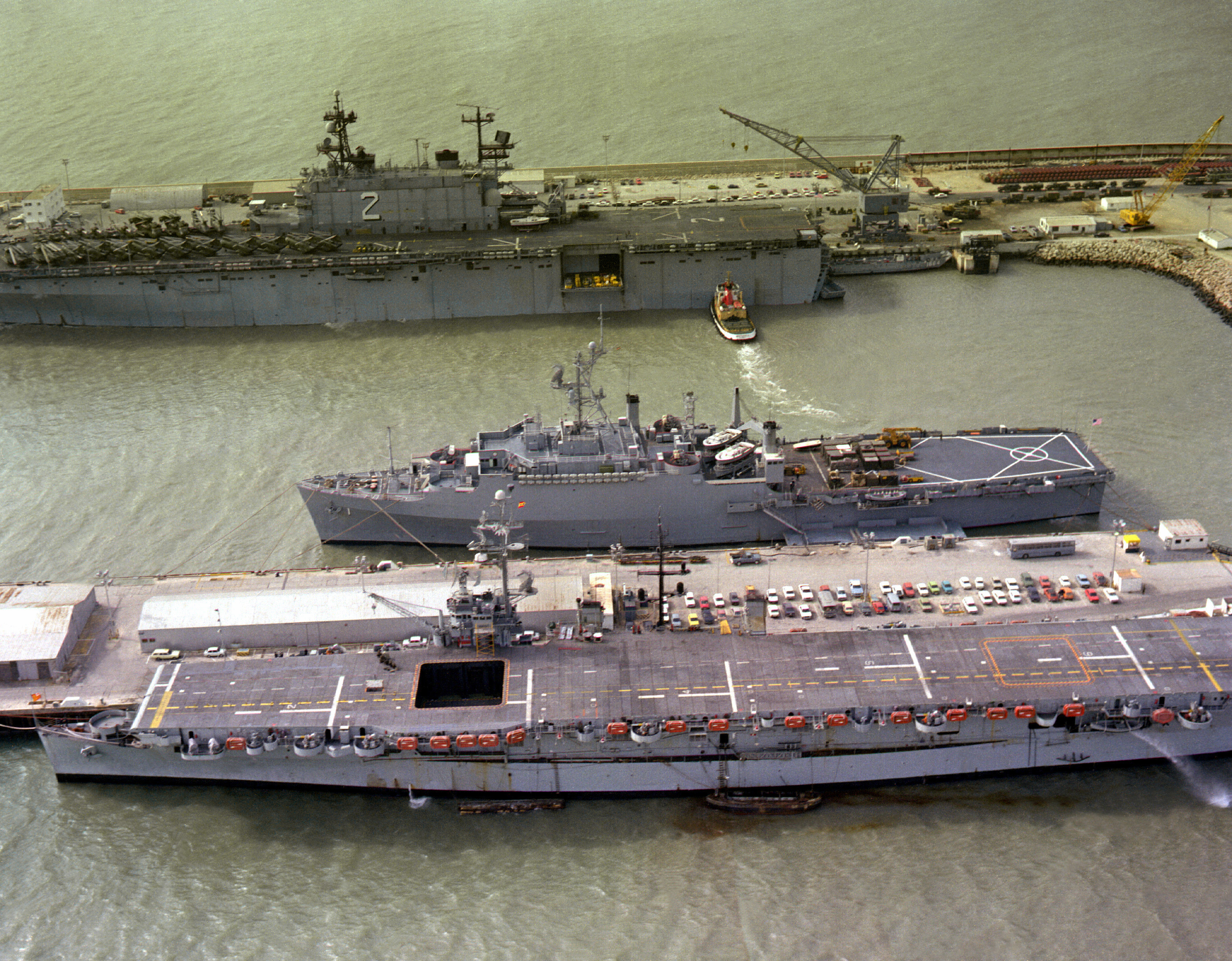
El Dédalo amarrado en Rota en febrero de 1982 junto a los buques estadounidenses USS Raleigh (LPD-1) y USS Saipan (LHA-2).

En octubre de 1977 participó en unas maniobras militares, con el nombre «Mar Canarias», en aguas del archipiélago Canario. El 9 de agosto de 1978, participó junto a las fragatas  Baleares (F-71) y  Extremadura (F-75), los destructores  Lepanto (D-21) y  Roger de Lauria (D-42) y el submarino estadounidense USS Shark, en unos ejercicios antisubmarinos en aguas de Cartagena. En noviembre arribó a Cádiz donde se integró, junto a otras unidades, para participar en las maniobras ARDEX-78 entre los días 9 y 13, que consistieron en un asalto en la playa de Carboneras.
En abril de 1980, participó en unas maniobras aeronavales en aguas de la bahía de Palma de Mallorca.
El 20 de enero de 1983, sus helicópteros, consiguieron rescatar a ocho tripulantes del carguero polaco Kudowa Zdroj, que se hundió a siete millas de Ibiza a causa de un corrimiento de la carga.
El 14 de mayo de 1986, se produjo un accidente en aguas de Cartagena, al chocar contra un mástil de comunicaciones del portaeronaves un helicóptero de la tercera escuadrilla del grupo aeronaval de la armada durante un ejercicio nocturno. En este accidente, se produjeron tres muertos y un desaparecido.
En junio de 1987, el príncipe de Asturias, realizó a bordo parte de su formación militar, participando en los ejercicios navales Flota-87, en aguas del Atlántico.
El Dédalo fue el buque insignia de la Armada Española hasta la entrada en servicio del  Príncipe de Asturias (R-11).

### Unidad aérea en la Armada Española

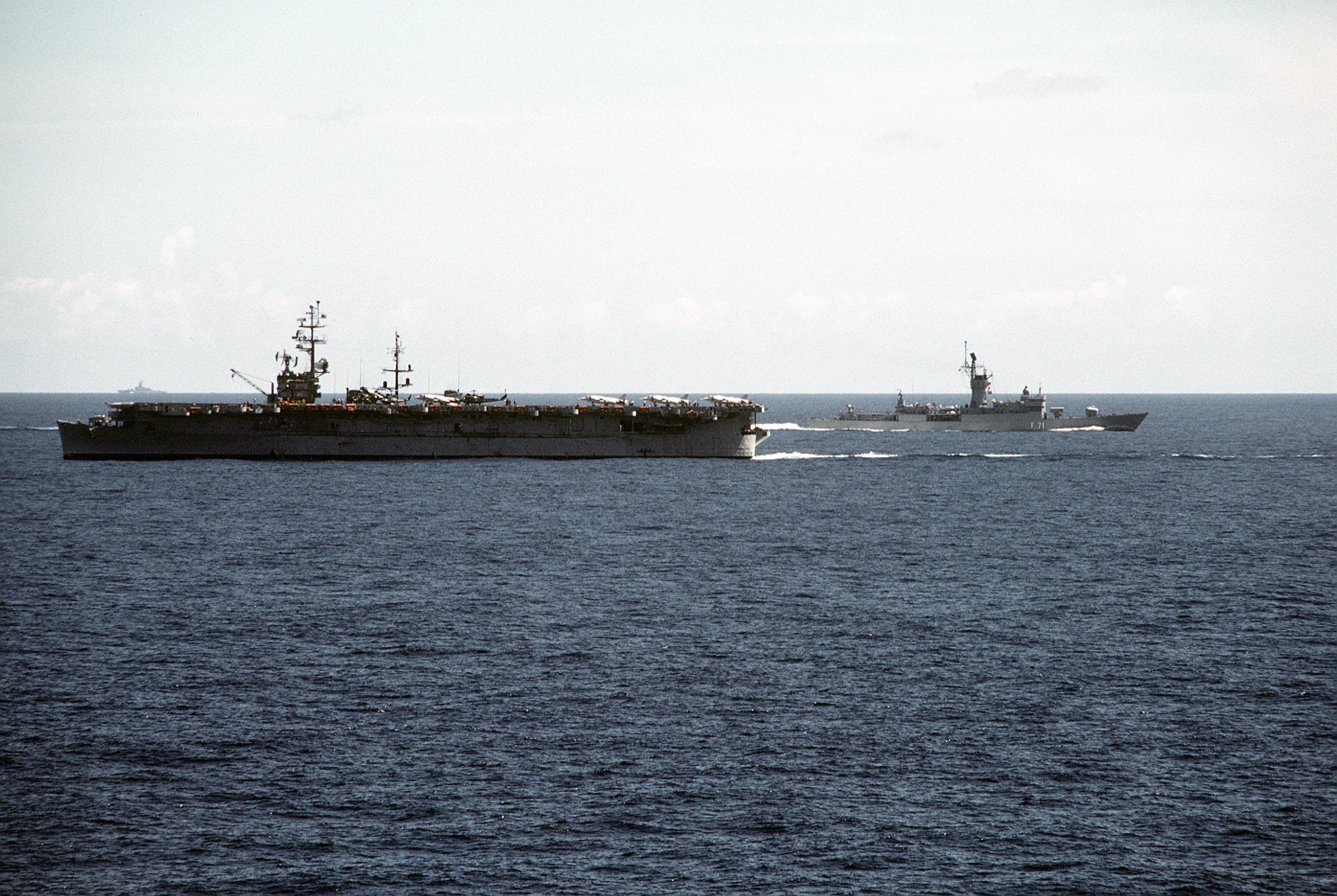
El Dédalo junto a la fragata española Baleares (F-71) en las maniobras Ocean Venture 81 del año 1981.

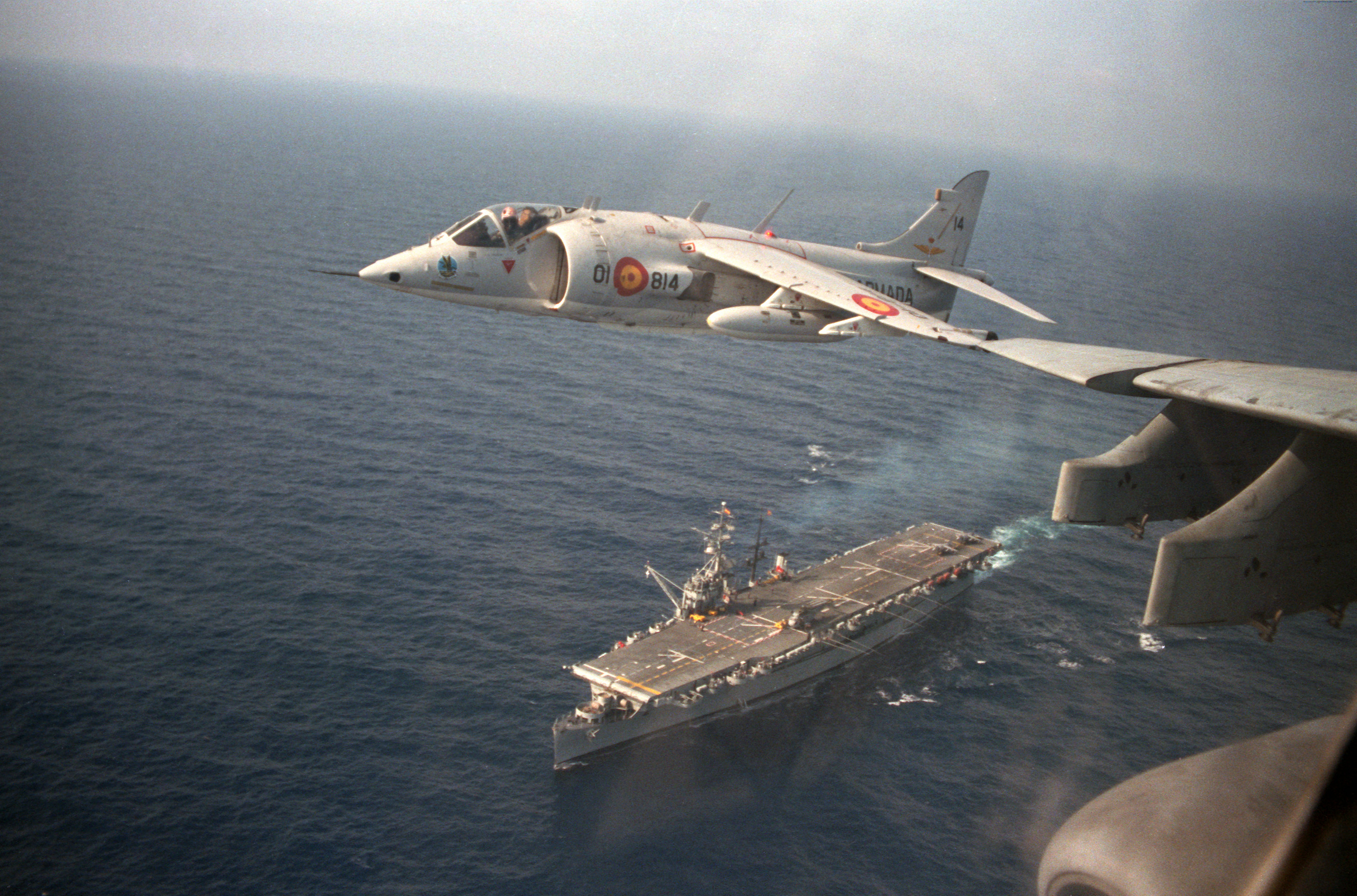
Un AV-8S Matador sobrevolando el Dédalo, fotografiado desde un A-7 Corsair, posiblemente de la US Navy. Imagen de 1988.

Aunque en un principio sirvió como portahelicópteros con vocación principalmente antisubmarina, siendo adquirido con este fin, el 8 de noviembre de 1972 un avión de despegue corto y aterrizaje vertical Harrier  efectuó con éxito una serie de pruebas sobre su cubierta, que hubo de ser reforzada. Así se convirtió en el primer buque que recibía este tipo de aeronaves. En diciembre de 1973, la llegada de ocho Harrier adquiridos en Estados Unidos confirmaba la creación del núcleo de combate aéreo de la Armada Española. Ha sido el primer portaaeronaves del mundo en llevar normalmente aviones Harrier en su dotación de aeronaves.
Su unidad aérea embarcada comprendía normalmente cuatro grupos aéreos. Por ejemplo, uno con cuatro helicópteros antisubmarinos tipo SH-3 Sea King, otro con cuatro AB-204/AB-212 antisubmarinos/guerra electrónica, un tercer grupo con cuatro helicópteros especializados (por ejemplo, los helicópteros de ataque Bell AH-1 Cobra de la 7.ª Escuadrilla de la Armada, o hasta 1976, y si la prioridad de la misión era la guerra antisubmarina, cuatro helicópteros antisubmarinos Sikorsky S-55/CH-19E Chickasaw), y un cuarto grupo para los aviones Harrier AV-8A/S. La capacidad máxima era de siete de estos grupos embarcados. La cubierta de vuelo medía 168 × 22 m, totalizando una superficie de 3696 m². El hangar de buque era de 70 × 13 m, totalizando una superficie de 910 m², lo que significaba que del máximo teórico de naves, la gran mayoría deberían estar en cubierta. El buque tenía dos ascensores, uno popel y otro proel, que eran de pozo y centrados.

### Baja en la Armada

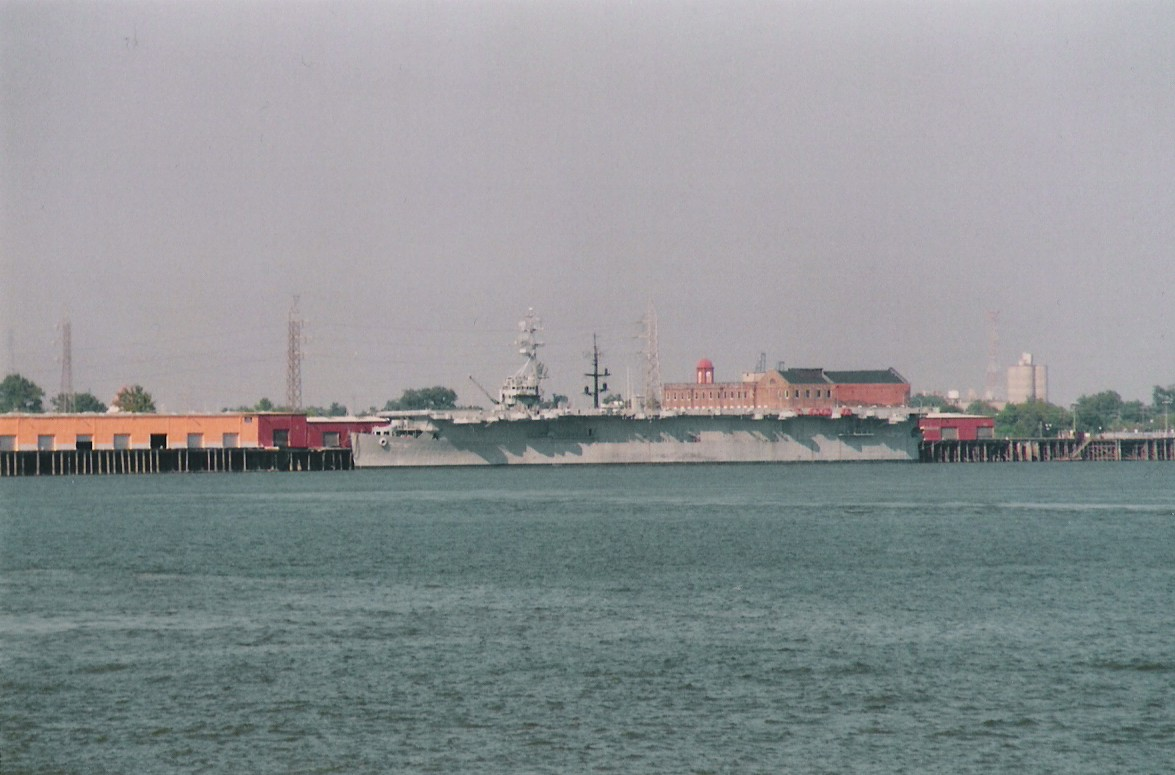
El USS Cabot en Nueva Orleans en 1995.

Tras su retirada del servicio en junio de 1989, zarpó de Rota (Cádiz) el 13 de julio de 1989 rumbo a Nueva Orleans, donde fue entregado a una organización estadounidense de antiguos veteranos del USS Cabot para convertirlo en un buque museo. Sin embargo, problemas económicos de la institución, obligaron a subastarlo y desguazarlo en Brownsville, Texas en el año 2002. Parte de la isla y cubierta de vuelo se encuentran expuestos, como USS Cabot, en el Naval Aviation Museum de la Base Aérea Naval de Pensacola (Florida, Estados Unidos).